# Helter Skelter – Die Nacht der langen Messer
Helter Skelter – Die Nacht der langen Messer ist ein US-amerikanischer Fernsehfilm des Regisseurs Tom Gries aus dem Jahr 1976. Der Film beschreibt die Verbrechen Charles Mansons und seiner Bande. Der Filmname stammt vom gleichnamigen Lied der Beatles. Dieses Lied soll Manson als eine Inspirationsquelle für die Verbrechen gedient haben.
Der Film ist die erste Fernsehadaption des gleichnamigen Bestsellers des Autorenduos Vincent Bugliosi und Curt Gentry. 2004 wurde das Thema unter dem Namen Helter Skelter verfilmt.

## Handlung
Der Film beginnt mit Ausschnitten aus dem Leben auf der Farm Mansons. Hier lebt er mit Frauen und Männern zusammen, die ihn als Anführer akzeptieren. Manson beutet die Farmbewohner finanziell und sexuell aus und predigt einen baldigen Weltuntergang. Er stiftet einige Mitglieder schließlich zu Morden an reichen Bewohnern Los Angeles’ an. Die Familienmitglieder ermorden
das Ehepaar LaBianca und die Schauspielerin Sharon Tate. Nachdem die Täter ermittelt werden konnten, sucht Staatsanwalt Bugliosi nach den Motiven für die völlig sinnlos wirkende Tat. Durch Vernehmungen erhält er Einblicke in die wirre Gedankenwelt Mansons, der durch die Taten einen Rassenkrieg und eine Revolution auslösen wollte. Die Bevölkerung der USA sollte Schwarze für die Morde verantwortlich machen, was in Mansons Gedankenwelt zu Unruhen geführt hätte. Bugliosi klagt die Verbrecher an und fordert leidenschaftlich die Todesstrafe. Nachdem die Urteile ausgesprochen worden sind, führen Bugliosi und Manson noch ein abschließendes Gespräch. Bugliosi teilt Manson mit, dass er überhaupt keine politische oder gesellschaftliche Rolle gespielt habe und lediglich drei sinnlose Morde mitzuverantworten habe. Im Abspann wird darauf hingewiesen, dass die Todesstrafe in eine lebenslange Haftstrafe umgewandelt wurde und dass die Täter ab 1978 Anträge auf Gnadengesuche stellen könnten.

## Synchronisation
Die erste Synchronfassung entstand bei der Cinephon in West-Berlin. In den 1990er Jahren wurde der Film im Auftrag von Sat.1 bei der Berliner JohannisthalSynchron neu synchronisiert.
| Rolle                   | Darsteller        | Synchronsprecher (1982)  | Synchronsprecher (1993/1994) |
| ----------------------- | ----------------- | ------------------------ | ---------------------------- |
| Vincent Bugliosi        | George DiCenzo    | Frank Glaubrecht         | Wolfgang Condrus             |
| Charles Manson          | Steve Railsback   | Arne Elsholtz            | Charles Rettinghaus          |
| Susan Atkins            | Nancy Wolfe       | Marianne Lutz            | Diana Borgwardt              |
| Linda Kasabian          | Marilyn Burns     | N. N.                    | Ulrike Stürzbecher           |
| Leslie Van Houten       | Cathey Paine      | Rebecca Völz             | Carola Ewert                 |
| Charles „Tex“ Watson    | Bill Durkin       | Joachim Tennstedt        | Oliver Rohrbeck              |
| Aaron Stovitz           | Alan Oppenheimer  | Herbert Stass            | Bodo Wolf                    |
| Danny DeCarlo           | Rudy Ramos        | Ulrich Gressieker        | Torsten Michaelis            |
| Phil Cohen              | Marc Alaimo       | N. N.                    | Gerald Schaale               |
| Sergeant O’Neal         | Paul Mantee       | Peter Schiff             | Manfred Wagner               |
| Harry Jones             | David Clennon     | Karl Schulz              | Gerald Paradies              |
| Sergeant White          | Larry Pennell     | N. N.                    | Engelbert von Nordhausen     |
| Officer Ocher           | Bruce French      | Joachim Cadenbach        | Raimund Krone                |
| Lt. Brenner             | Vic Werber        | Joachim Cadenbach        | Karl Sturm                   |
| Everett Scoville        | Howard Caine      | Friedrich Georg Beckhaus | Alexander Herzog             |
| Terrence Milik          | Adam Williams     | Gerd Holtenau            | Wilfried Herbst              |
| Sgt. Brown              | Raphael Baker     | Gerd Holtenau            | Manfred Richter              |
| J. Miller Leavy         | Linden Chiles     | Gerd Holtenau            | Gerhard Paul                 |
| Drees Darrin            | Robert Ito        | N. N.                    | Manuel Vaessen               |
| Sgt. Hank Kruger        | Edward Bell       | Joachim Pukaß            | Uwe Büschken                 |
| Mr. Quint               | James Brodhead    | Gerd Duwner              | Michael Telloke              |
| Frank Fowles            | Bart Burns        | Claus Jurichs            | Horst Kempe                  |
| Mr. Rosner              | George Garro      | Claus Jurichs            | Ingolf Gorges                |
| Richter Keene           | Bert Conway       | Arnold Marquis           | Heinz Palm                   |
| Nachrichtensprecher     | Jerry Dunphy      | Eric Vaessen             | Gerd Grasse                  |
| Sgt. Smith              | Anthony Herrera   | Christian Rode           | Johannes Berenz              |
| Gillespie               | Bill Sorrells     | Christian Rode           | N. N.                        |
| Richter Older           | Skip Homeier      | Jochen Schröder          | Helmut Gauß                  |
| Mrs. Quint              | Ann Newman-Mantee | Gisela Fritsch           | Sonja Deutsch                |
| Gerichtsdiener          | Joseph Roman      | Uwe Paulsen              | N. N.                        |
| Sgt. Franklin           | Robert F. Hoy     | Ortwin Speer             | Klaus Jepsen                 |
| Sgt. Manuel Gris        | Phillip R. Allen  | N. N.                    | Hans-Jürgen Wolf             |
| Bart Listen             | Rod Arrants       | N. N.                    | Jürgen Mai                   |
| Officer Columbine       | Read Morgan       | N. N.                    | Jürgen Mai                   |
| Leno La Bianca          | Al Checco         | N. N.                    | Lothar Mann                  |
| Hundebesitzer           | Alan Dexter       | N. N.                    | Klaus Bergatt                |
| Gail Bugliosi           | Joyce Easton      | N. N.                    | Schaukje Könning             |
| Mr. Spahn               | Ray Middleton     | N. N.                    | Karl-Heinz Grewe             |
| Reporter                | Phil Montgomery   | N. N.                    | Dieter Okras                 |
| Polizeisprecher         | Richard Venture   | N. N.                    | Manfred Rahn                 |
| Gefängniswärter         | N. N.             | N. N.                    | Rainer Büttner               |
| alter Zeitungsverkäufer | N. N.             | N. N.                    | Erhard Köster                |
| Polizist am Tatort      | N. N.             | N. N.                    | Matthias Klages              |
| Anwalt                  | N. N.             | N. N.                    | Frank-Otto Schenk            |
| Anwalt                  | N. N.             | N. N.                    | Michael Narloch              |

## Auszeichnungen und Nominierungen
1977 Emmy
- Nominiert: Outstanding Achievement in Music Composition for a Special (Dramatic Underscore)
- Nominiert: Outstanding Directing in a Special Program – Drama or Comedy
- Nominiert: Outstanding Film Editing for a Special

Directors Guild of America
- Nominiert: Outstanding Directorial Achievement in Specials/Movies for TV/Actuality

Edgar Allan Poe Awards
- Best Television Feature or Miniseries